# Mladen Božović
Mladen Božović, cyr. Младен Божовић (ur. 1 sierpnia 1984 w Titogradzie) – czarnogórski piłkarz grający na pozycji bramkarza.

## Kariera
Mladen Božović jest wychowankiem klubu Zabjelo Podgorica. Następnie występował w klubach: Budućnost Podgorica, Mladost Podgorica oraz Kom Podgorica. W 2007 roku zadebiutował w reprezentacji Czarnogóry. W 2008 roku przeszedł do serbskiego Partizana Belgrad. W letnim okienku transferowym sezonu 2010/2011 przeszedł za 400.000 € do węgierskiego klubu FC Fehérvár. W 2013 roku został zawodnikiem Tomu Tomsk. W 2014 roku przeszedł na zasadzie wypożyczenia do klubu Chimik Dzierżyńsk. W sezonie 2016/2017 grał w FK Zeta, a latem 2017 trafił do AE Larisa.